# Vereinigung Kantonaler Gebäudeversicherungen
Die Vereinigung Kantonaler Gebäudeversicherungen (VKG) bezweckt die strategische Koordination und die Interessenvertretung der Gemeinschaftsorganisationen der Gebäudeversicherungen sowie von deren Mitgliedern. Die Zusammenarbeit erfolgt strukturiert nach den drei Kernaufgaben «Prävention», «Intervention» und «Versicherung». Die Aufgabenbereiche wirken positiv aufeinander. Sie führen sowohl kantonal als auch national zu gegenseitigen Synergien. 
Mit der Einbindung der Politik und anderer Interessengruppen werden die Gemeinschaftsorganisationen gestärkt. Als Branchenverband vertritt die VKG die Interessen der Kantonalen Gebäudeversicherungen (KGV) national und über die Landesgrenzen hinaus. Die KGV erfahren einen Mehrwert, indem unter anderen die Kommunikation gegen innen und aussen aufeinander abgestimmt wird. Die VKG schafft innerhalb der Gebäudeversicherungslandschaft und unter den Gemeinschaftsorganisationen eine gemeinsame Identität.
Die Geschichte der Gemeinschaftsorganisationen führt bis ins Jahr 1903 zurück. In jenem Jahr wurde die Vereinigung Kantonaler Feuerversicherungen VKF gegründet. Weitere Organisationen folgten:
- 1903: Vereinigung Kantonaler Feuerversicherungen (VKF)
- 1910: Interkantonaler Rückversicherungsverband (IRV)
- 1978: Schweizerischer Pool für Erdbebendeckung (SPE)
- 2003: Präventionsstiftung der Kantonalen Gebäudeversicherungen (PS)

## VKF – Vereinigung Kantonaler Feuerversicherungen
Die Vereinigung Kantonaler Feuerversicherungen (VKF) unterstützt ihre Mitglieder im Bereich Prävention. Das Angebot umfasst sowohl den Brandschutz als auch die Naturgefahrenprävention. In beiden Bereichen bildet die VKF Fachpersonen aus. Sie ist insbesondere Trägerin der Prüfungen Brandschutzfachmann/-frau mit eidgenössischem Fachausweis sowie Brandschutzexpertin/Brandschutzexperte mit eidgenössischem Diplom. Generell richtet die VKF ihren Fokus auf die Verminderung von Personen- und Gebäudeschäden. Demzufolge entwickelt die VKF im Auftrag der Kantonalen Gebäudeversicherungen Instrumente zur Minimierung derartiger Schäden. Beim Brandschutz sind dies die schweizweit verbindlichen Brandschutzvorschriften sowie das Brandschutzregister. Die Online-Plattform «Schutz vor Naturgefahren» hilft ihrerseits beim Vorbeugen in der Elementarschadenprävention.

## IRV – Interkantonaler Rückversicherungsverband
Der Interkantonale Rückversicherungsverband (IRV) stellt den Kantonalen Gebäudeversicherungen (KGV) Produkte und Dienstleistungen im Zusammenhang mit dem Risikomanagement und dem Risikotransfer bereit. Er ist die Versicherung der KGV. Die Rückversicherung des IRV deckt Grossrisiken ab und gleicht für die einzelnen KGV Schwankungen im langfristigen Schadenverlauf aus. Dank dem Interkantonalen Rückversicherungsverband wird die Schadenregelung bei jeder KGV optimiert. Das einzigartige Solidarsystem garantiert einen effizienten Risikoausgleich unter den Beteiligten.

## SPE – Schweizerischer Pool für Erdbebendeckung
Der Schweizerische Pool für Erdbebendeckung (SPE) stellt im Fall eines Erdbebens pro Kalenderjahr maximal zwei Mal zwei Milliarden Schweizer Franken zur Verfügung. Dadurch haben die betroffenen Kantonalen Gebäudeversicherungen die Möglichkeit, bei heftigen Ereignissen zumindest einen Teil der Schäden zu begleichen und damit die betroffenen Gebäudeeigentümer zu unterstützen. Dieser Schutz ist allerdings bei einem schwereren Beben kaum ausreichend. Deshalb setzt sich der SPE ausserdem für eine obligatorische Erdbebenversicherung ein.

## PS – Präventionsstiftung der Kantonalen Gebäudeversicherungen
Die Präventionsstiftung der Kantonalen Gebäudeversicherungen (KGV) fördert Projekte angewandter Forschung. Sie unterstützt dadurch die langfristigen, strategischen Ziele der KGV. In ihrem Auftrag initiiert sie regelmässig Ausschreibungen aus den Bereichen der Prävention, der Schadens- und Risikoanalyse, der Entwicklung und Bewertung von Schutzmassnahmen sowie der Kommunikation. Die Projektförderung bezieht sich ausschliesslich auf Naturgefahren. Naturgefahren nehmen zu und erhöhen das Gefahrenpotential. Dank der Projektförderung der Stiftung werden Lösungsansätze erarbeitet, die in erster Linie durch die Vereinigung Kantonaler Feuerversicherungen umgesetzt werden. Weniger Schäden bedeuten geringere Schadenzahlungen. Die Stiftung trägt somit indirekt dazu bei, dass die Gebäudebesitzer von günstigen Prämien profitieren.